# Rujing
(天童如淨; japonés: Tendō Nyojō ) (1163-1228) fue un monje budista Caodong que vivía en el templo Qìngdé  (慶徳寺; japonés: Keitoku-ji) en la montaña Tiāntóng (天童山; japonés: Tendozan) en el distrito de Yinzhou, Ningbo . Enseñó y transmitió el dharma al fundador de Sōtō Zen japonés, Dōgen, así como al primer monje de Sōtō, Jakuen (寂円 Jìyuán).

## Biografía
Su maestro fue Xuedou Zhijian  (雪竇智鑑, 1105–1192), quien fue el descendiente del dharma de la decimosexta generación de Huineng.
Según Keizan, cuando Ruijing se convirtió en líder, no se puso por encima de los demás monjes. Llevaba la sobrepelliz negra y la túnica de un monje. El emperador de China le dio una vestidura morada de honor, pero la rechazó. Incluso después de alcanzar la iluminación, estaba dispuesto a limpiar el baño. 
Tradicionalmente se le destaca como el creador de los términos shikantaza  ("simplemente sentarse") y shinjin-datsuraku ("deshacerse del cuerpo y la mente").